# NSC 162/2

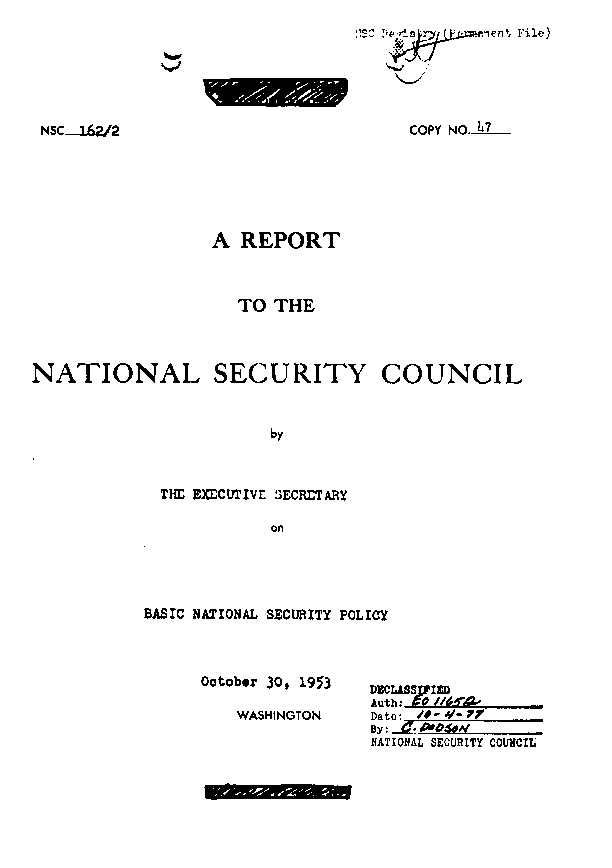
Folha de rosto da NSC 162/2.

NSC 162/2 foi um documento político do Conselho de Segurança Nacional dos Estados Unidos aprovado pelo presidente Dwight D. Eisenhower em 30 de outubro de 1953, que definiu a política de segurança nacional da Guerra Fria durante o governo Eisenhower. O NSC 162/2 foi baseado no NSC 162, que foi a síntese final dos relatórios da força-tarefa do Projeto Solarium. Em 7 de janeiro de 1955, o NSC 162/2 foi substituído pelo NSC 5501

## Retaliação maciça
A NSC 162/2 afirmou que os Estados Unidos precisam manter "uma forte postura militar, com ênfase na capacidade de infligir danos retaliatórios maciços pelo poder de ataque ofensivo", e que, em caso de hostilidades, os Estados Unidos "considerarão as armas nucleares como disponíveis para uso como outras munições".